# Епархия Жардина
Епархия Жардина (лат. Dioecesis Viridariensis) — епархия Римско-Католической церкви с центром в городе Жардин, Бразилия. Епархия Жардина входит в митрополию Кампу-Гранди. Кафедральным собором епархии Жардина является церковь Пресвятой Девы Марии Фатимской.

## История
30 января 1981 года Римский папа Иоанн Павел II издал буллу «Spiritalibus necessitatibus», которой учредил епархию Жардина, выделив её из епархии Корумбы.

## Ординарии епархии
- епископ Onofre Cândido Rosa (1981—1999);
- епископ Bruno Pedron (1999—2007);
- епископ Jorge Alves Bezerra (21.05.2008 — 7.11.2012);
- вакансия.

## Источник
- Annuario Pontificio, Libreria Editrice Vaticana, Città del Vaticano, 2003, ISBN 88-209-7422-3